# Římskokatolická farnost Rýmařov
Římskokatolická farnost Rýmařov je územní společenství římských katolíků s farním kostelem sv. Michaela v děkanátu Bruntál ostravsko-opavské diecéze.

## Území farnosti a sakrální stavby
Do farnosti náleží území těchto obcí:
- Rýmařov
  - farní kostel sv. Michaela
  - filiální kostel Navštívení Panny Marie (tzv. kaple V Lipkách)
  - filiální kostel Narození Panny Marie v místní části Jamartice
  - filiální kostel sv. Kateřiny v místní části Stránské